# Ultimate Collection (Anastacia-album)
Az Ultimate Collection Anastacia, amerikai pop-rock énekesnő 2015. november 6-án megjelent, második válogatásalbuma. Hat korongjának (Not That Kind, Freak of Nature, Anastacia, Pieces of a Dream, It's a Man's World és Resurrection) legsikeresebb slágerei szerepelnek rajta. A lemezen egy új szerzemény szerepel, a Take This Chance, illetve egy feldolgozásdal, az Army of Me, mely eredetileg egy Christina Aguilera szerzemény. Előbbi az első kislemezes dal, mely 2015. szeptember 28-án volt először hallható a BBC Radio 2-n.

## Dallista
| #   | Cím                                                                  | Szerzők                                                                        | Producerek                                | Hossz |
| --- | -------------------------------------------------------------------- | ------------------------------------------------------------------------------ | ----------------------------------------- | ----- |
| 1.  | I’m Outta Love                                                       | Anastacia, Sam Watters, Louis Biancaniello                                     | Sam Watters, Louis Biancaniello           | 4:02  |
| 2.  | Left Outside Alone                                                   | Anastacia, Dallas Austin, Ballard                                              | Austin, Ballard                           | 4:17  |
| 3.  | Sick and Tired                                                       | Anastacia, Austin, Ballard                                                     | Austin, Ballard                           | 3:30  |
| 4.  | Paid My Dues                                                         | Anastacia, Greg Lawson, Damon Sharpe, LaMenga Kafi                             | Wake, Jones                               | 3:21  |
| 5.  | Stupid Little Things                                                 | Anastacia Newkirk, Watters, L. Biancaniello, M. Biancaniello, Courtney Harrell | Watters, L. Biancaniello, M. Biancaniello | 3:55  |
| 6.  | Not That Kind                                                        | Anastacia, Will Wheaton, Marvin Young                                          | Jamie Hartman                             | 3:20  |
| 7.  | Everything Burns (duett Ben Moodyval)                                | Ben Moody                                                                      | Moody, Jay Baumgardner                    | 3:43  |
| 8.  | Welcome to My Truth                                                  | Anastacia, DioGuardi, John Shanks                                              | Shanks                                    | 4:03  |
| 9.  | You’ll Never Be Alone                                                | Anastacia, Sam Watters, Louis Biancaniello                                     | Watters, Biancaniello                     | 4:21  |
| 10. | Pieces of a Dream                                                    | Anastacia, Ballard, David Hodges                                               | Hodges, Ballard                           | 4:03  |
| 11. | Best of You                                                          | Dave Grohl, Taylor Hawkins, Nate Mendel, Chris Shiflett                        |                                           | 4:20  |
| 12. | Heavy on My Heart                                                    | Anastacia, Billy Mann                                                          | Mann, Ballard                             | 4:26  |
| 13. | One Day in Your Life                                                 | Anastacia, Watters, Biancaniello                                               | Watters, Biancaniello                     | 3:28  |
| 14. | Cowboys & Kisses                                                     | Anastacia, Biancaniello, Jive, Charlie Pennachio                               | Bill Malina                               | 4:32  |
| 15. | Why’d You Lie to Me                                                  | Anastacia, Sharpe, Lawson, Trey Parker, Damon Butler, Canela Cox               | Wake                                      | 3:43  |
| 16. | Love Is a Crime                                                      | Alex Geringas, Nicky Holland                                                   | Geringas, Joachim Schluter                | 3:12  |
| 17. | I Belong to You (Il ritmo della passione) (duett Eros Ramazzottival) | Anastacia, Eros Ramazzotti, Kaballà, DioGuardi, Claudio Guidetti               | Ramazzotti, Guidetti                      | 4:27  |
| 18. | Army of Me                                                           | Christina Aguilera, Jamie Hartman, Phil Bentley, David Glass                   |                                           | 3:26  |
| 19. | Take This Chance                                                     | Anastacia, Johan Carlsson, Caitlin Morris, Steve Diamond, Jacob Luttrell       | MdL, Tom Meredith, Ryan Louder            | 4:25  |